# Achyrolimonia corinna
Achyrolimonia corinna is een tweevleugelige uit de familie steltmuggen (Limoniidae). De soort komt voor in het Australaziatisch gebied.